# Ánizsillatú izsópfű
Az  ánizsillatú izsópfű (Agastache foeniculum), más néven ánizsizsóp, ánizsmenta az ajakosvirágúak (Lamialesa) rendjének, árvacsalánfélék (Lamiaceae) családjába tartozó faja. 

## Megjelenése
50–90 cm magas, jellegzetes mentás-ánizsos-levendulás illattal. Felfelé törő, erőteljes növekedésű, rizómás évelő. 
Szára szögletes.
Ovális levelei kihegyesedőek, keresztben átellenes állásúak, fogazottak, fonákjuk szőrös. Virágai világos ibolyaszínűek, tömött fürtökben rendeződnek. Virágzás július-szeptember között. Termése aszmag. Habár a vadon növő ánizsillatú izsópfű fajtája egyik leginkább fagytűrő növénye, a kertekben ültetett, kitenyésztett fajták nehezen, vagy egyáltalán nem bírják a telet, tavasszal is érdemes először fóliasátorban elkezdeni nevelni a palántákat.

## Előfordulása
A kevésbé ismert kerti növények egyike. A napos termőhelyeket és a mérsékelten nedves, tápanyagban gazdag talajt kedveli. A jó vízáteresztő talaj különösen fontos számára, mert a megrekedt víz gyökérrothadást idézhet elő. Szívós, edzett növény, a kártevőkre, betegségekre nem érzékeny, nagy szárazság idején, néha a lisztharmat károsíthatja.
Vadon Észak-Amerikában fordul elő. Észak-Amerika északnyugati prérijeiről és Kanada déli területeiről származik. Hihetetlenül bírja a szárazságot, egészen 2.500 méteres tengerszint feletti magasságig megtalálható. Közép Európába a Benedek rendi szerzetesek hozták, hamar el is terjedt a használata, gyógynövényként is fűszerként egyaránt. Magyarországon vadon, parlagon hagyott szántóföldeken, szeméttelepeken, kőfalak mentén, kertekben dísznövényként ültetve található meg.

## Hatóanyagai
Illóolajat, csersavat, keserű flavonoidokat, fenolsavakat, triterpéneket és hizopin nevű festékanyagot tartalmaz.

## Gyógyhatásai
Enyhén izzasztó hatású teáját elsősorban köhögés, meghűlés esetén alkalmazzák. Emésztési panaszokra is hatásos. Antiszeptikus hatású, a legkülönfélébb sérülések gyógyítására, hasmenés ellen használják, csillapítja a lázat is. Kiváló étvágyjavító keserűanyag tartalma miatt, a zsíros ételeknél fokozza az emésztőnedvek kiválasztását. Főzetével öblögetve, a száj nyálkahártya gyulladásait kezelik, jó gombaölő és asztma ellen is hatásos. De nem csak a levele és virága tartalmaz gyógyanyagokat, régen az indiánok a gyökerét használták tüdőgyógyszerként. Magas vérnyomás esetén nem szabad fogyasztani!

## Felhasználása
Amerikában kedvelt méhlegelő, a nektárjából készült méznek kellemes ánizsaromája van. Európába a méhészek hozták be dúsan nyíló, sok nektárt tartalmazó virágai, valamint szépsége miatt.
A termesztők számos fajtát tenyésztettek ki a dísznövénykertek számára.
Hatóanyagait igen széles körben hasznosítják. Teákban, aroma terápiáknál, pakolásoknál, sőt fűszernövényként is, mert friss levelei különleges, karakteres ízt adnak a gyümölcssalátáknak, halételeknek, de használják likőrökben, szirupokban, frissítőkben is. Kitűnően alkalmas húspácok, bab-, és borsóételek fűszerezésére. Főleg a mediterrán vidékeken használják fűszerként, mert íze kissé kesernyés, de a görög-, és olasz konyha ételeivel jól harmonizál.
Nem csak levelei ehetőek, hanem a virágai is, valamint magja süteményekbe süthető. A veteményeskertbe ültetve elűzi a káposztamolyokat.